# Tipula maculipleura
Tipula maculipleura är en tvåvingeart som beskrevs av Alexander 1927. Tipula maculipleura ingår i släktet Tipula och familjen storharkrankar. Inga underarter finns listade i Catalogue of Life.